# Parafia św. Wawrzyńca w Rogotwórsku
Parafia pw. św. Wawrzyńca w Rogotwórsku – parafia należąca do dekanatu raciąskiego, diecezji płockiej, metropolii warszawskiej.

## Historia parafii
Została erygowana prawdopodobnie w XIV wieku, przy czym pierwsza wzmianka w źródłach pisanych pochodzi z 1335. 
Proboszczem parafii jest od 2018 ks. Krzysztof Błaszczak.

## Miejsca święte

### Kościół parafialny
Obecny, murowany kościół powstał w latach 1935-1938. Konsekrował go biskup Leon Wetmański. Kościół bez zniszczeń przetrwał II wojnę światową, a po 1945 był stopniowo doposażany.
Wśród wyposażenie kościoła wymienić należy m.in. barokowe feretrony z XVIII wieku oraz tablicę inwokacyjną z prośbą o uchronienie od zarazy z 1848.

### Dawniej posiadane lub użytkowane przez parafię świątynie
Nie jest znana data powstania pierwszego kościoła. Kolejne, drewniane świątynie zostały wzniesione w latach 1516 i 1739 - obydwie zostały zniszczone przez pożary. Czwarta świątynia została wzniesiona i konsekrowana w 1860 - proboszczem parafii był wówczas ks. Leon Radwański. Kościół ten został zniszczony podczas I wojny światowej.